# 上下水道コンサルタント
上下水道コンサルタント（じょうげすいどうコンサルタント）とは、建設コンサルタント企業の中で、上水道および工業用水道、および下水道に特化した企業の呼称。
業界団体である社団法人全国上下水道コンサルタント協会の構成会社を指す場合もあるが、当該協会員には、純粋な上下水道コンサルタントだけでなく、一定以上の部門売り上げを有する建設コンサルタント企業も含まれている。